# K2
Чого́рі (урду کے ٹو), також відома як K2, — друга за висотою гірська вершина у світі після Джомолунгми. Її висота становить 8611 метрів над рівнем моря. Гора розташована в гірській системі Каракорум на кордоні між контрольованою Пакистаном територією Гілгіт-Балтистан та Сіньцзян-Уйгурським автономним районом Китаю.
Чогорі має репутацію однієї з найскладніших та найнебезпечніших гір для сходження, за що отримала прізвисько «Дика гора» (англ. Savage Mountain). Вона вирізняється надзвичайною технічною складністю, непередбачуваною погодою та високим рівнем об'єктивних небезпек, таких як лавини та каменепади. Статистично К2 має один з найвищих показників смертності серед восьмитисячників.
Перше успішне сходження здійснили італійські альпіністи Ліно Лачеделлі та Акілле Компаньоні 31 липня 1954 року. Перше зимове сходження, що вважалося одним з останніх великих викликів в альпінізмі, було здійснене лише 16 січня 2021 року групою непальських альпіністів.

## Етимологія та назви
- K2: Назва виникла під час Великого тригонометричного дослідження Британської Індії. У 1856 році геодезист Томас Монтгомері позначив найвищі вершини хребта Каракорум як K1, K2, K3 і так далі. «K» означало Каракорум.[7] Більшість інших вершин згодом отримали місцеві назви, але K2, будучи віддаленою та менш відомою місцевим жителям долин, залишилася під своєю технічною назвою.[8]
- Чогорі: Назва походить з мови балті від chhogo («великий») та ri («гора»), що перекладається як «Велика гора». Ця назва офіційно використовується в Китаї.[8]
- Годуїн-Остен (англ. Godwin-Austen): Назва на честь британського географа XIX століття Генрі Годвіна-Остена, який детально досліджував льодовик Балторо. Хоча ця назва пропонувалася Королівським географічним товариством, вона не набула широкого поширення і зараз використовується рідко.[7]
- Ламба Пахар (урду لمبا پہاڑ): В перекладі з урду означає «Висока гора».
- Дапсанг (Dapsang): Історична назва, що також іноді зустрічається в старих джерелах.

## Географія та геологія

### Розташування
К2 розташована у північно-західній частині гірської системи Каракорум, у хребті Балторо-Музтаг. Вона є найвищою точкою цього хребта та всього Каракоруму. Гора має форму майже ідеальної піраміди з чітко вираженими гребенями та стінами, що робить її вигляд особливо вражаючим. Вона піднімається над льодовиком Балторо на півдні та льодовиком К2 на півночі.

### Геологічна будова
Вершина K2 складається переважно з високоякісних метаморфічних порід, зокрема гнейсу, що перемежовується з гранітом. Гора є частиною Каракорумського батоліту, великого геологічного утворення, що сформувалося внаслідок зіткнення Індійської та Євразійської тектонічних плит. Цей процес, що триває й досі, спричиняє постійний ріст Каракорумських гір.

### Точна висота
Офіційна висота К2 становить 8611 метрів. У 2004 році, до 50-річчя першого сходження, італійська наукова експедиція «K2 2004 — 50 Years Later» провела нові, точніші вимірювання за допомогою GPS та геодезичних методів. За їхніми даними, висота вершини склала 8610,92 метрів, що практично підтвердило історичне значення.

## Історія сходжень

### Ранні спроби та дослідження
- 1892: Британська експедиція під керівництвом Мартіна Конвея провела перше детальне дослідження підходів до гори, досягнувши точки Конкордія.
- 1902: Міжнародна експедиція на чолі з Оскаром Еккенштейном та Алістером Кроулі здійснила першу спробу сходження. Вони провели 68 днів на горі, але через хвороби та погану погоду досягли лише 6525 м.
- 1909: Експедиція італійського принца Луїджі Амедео дослідила південно-східний гребінь, який зараз носить його ім'я (ребро Абруцці), досягнувши висоти 6250 м. Вони дійшли висновку, що вершина неприступна.[10]
- 1938-1939: Американські експедиції під керівництвом Чарльза Г'юстона (1938) та Фріца Вайсснера (1939) досягли значного прогресу. Експедиція Вайсснера піднялася до висоти 8382 м, але була змушена відступити через трагічну загибель учасників.

### Перше сходження 1954 року
31 липня 1954 року італійська експедиція під керівництвом Ардіто Дезіо здійснила історичне перше сходження. На вершину піднялися Ліно Лачеделлі та Акілле Компаньоні. Сходження відбувалося по ребру Абруцці і супроводжувалося значними труднощами та внутрішніми суперечками. Зокрема, виникла багаторічна суперечка щодо ролі альпініста Вальтера Бонатті та носія Аміра Мехді, які ризикуючи життям доставили кисневі балони для штурмової пари на висоту 8100 м.

### Перше зимове сходження 2021 року
К2 залишалася останнім восьмитисячником, нескореним узимку. 16 січня 2021 року команда з десяти непальських альпіністів, об'єднавши зусилля кількох експедицій, здійснила перше в історії зимове сходження. Цей успіх став символом домінування непальських шерпів у сучасному висотному альпінізмі. Один з лідерів сходження, Нірмал Пурджа, заявив, що піднявся на вершину без використання додаткового кисню.

## Українці на К2
Спроби українських альпіністів підкорити Чогорі розпочалися невдовзі після здобуття незалежності. Попри складність маршруту та високу смертність, уже в перші роки незалежної України українські альпіністи почали досягати вершини. За наявними джерелами, першими українцями, які зійшли на К2, стали:
- Геннадій Копійка — у 1992 році в складі міжнародної експедиції;[13][14]
- Мстислав Горбенко — у 1994 році;[15]
- Владислав Терзиул — у 1994 році,після якого троє учасників, не повернулися;[16]
- Валентин Сипавін — у 2021 році;[17]
- Павло Сидоренко — у 2021 році;[18]
- Ірина Галай — у 2021 році, стала першою українкою, яка підкорила К2.[19]

Таким чином, перше українське сходження на К2 відбулося ще в 1992 році, і пізніше, у 1994-му, його повторили ще два українці. У 2021 році троє альпіністів стали першими, хто одночасно представив Україну на вершині К2 в рамках однієї експедиції.
За словами Ірини Галай, сходження на К2 було значно складнішим і небезпечнішим, ніж підйом на Еверест. Вона описала маршрут як технічно важкий та насичений ризиками, серед яких — льодові обвали, нестабільна погода та складна акліматизація. Галай наголосила, що успіх експедиції став можливим завдяки злагодженій командній роботі, досвіду та виваженому плануванню.
Це досягнення стало важливою віхою в історії українського альпінізму, а Ірина Галай стала першою жінкою з України, яка зійшла на «Дику гору».

## Маршрути сходження
Існує близько 10 маршрутів на вершину К2, але більшість сходжень здійснюється двома з них.
- Ребро Абруццького (Південно-східний гребінь): Найпопулярніший і найбезпечніший (відносно) маршрут, яким було здійснено перше сходження. Ним користуються близько 75 % альпіністів. Маршрут технічно складний, з ключовими ділянками, такими як «Димохід Хауса» та «Чорна Піраміда».[4]
- Північний гребінь: Другий за популярністю маршрут, що пролягає з китайського боку. Він вважається технічно складнішим за ребро Абруццького, але менш схильним до об'єктивних небезпек, таких як лавини.
- Інші маршрути: Сходження іншими маршрутами, такими як Західна стіна, Південно-західний стовп («Magic Line») або Південна стіна, є екстремально складними і рідкісними досягненнями у світі альпінізму.

## Небезпеки та статистика смертності

### Основні ризики
- Погода: Гора відома своїми раптовими та жорстокими штормами, які можуть тривати кілька днів і унеможливлюють рух.
- Лавини та каменепади: Схили гори постійно піддаються ризику лавин, особливо після снігопадів. Каменепади є серйозною загрозою на скельних ділянках.
- Технічна складність: На відміну від Евересту, на К2 немає легких ділянок. Сходження вимагає постійної концентрації та просунутих альпіністських навичок.

### «Пляшкове горло» та трагедія 2008 року
Найнебезпечнішою ділянкою на класичному маршруті є вузький кулуар «Пляшкове горло» (The Bottleneck), розташований на висоті понад 8200 м. Він проходить безпосередньо під величезним нависаючим сераком (крижаним обривом), який може обвалитися в будь-який момент. 1 серпня 2008 року тут сталася наймасовіша трагедія в історії гори: обвал серака забрав життя 11 альпіністів з різних експедицій.

### Статистика
Станом на 2022 рік, на вершину К2 було здійснено близько 425 успішних сходжень, а кількість загиблих становить 96 осіб. Це дає коефіцієнт смертності близько 23 %, що є одним з найвищих серед восьмитисячників. Для порівняння, на Евересті цей показник становить близько 4 %. Літній сезон 2022 року став рекордним за кількістю сходжень (понад 145), але він також був затьмарений кількома смертельними випадками, що вкотре підтвердило репутацію К2 як надзвичайно небезпечної гори.

## Наукові дослідження
Завдяки своїй унікальній географії, К2 є важливим об'єктом для наукових досліджень. Італійський науковий комітет Ev-K2-CNR проводить довгострокові дослідження в регіоні. У базовому таборі К2 на висоті 5050 м встановлена найвища у світі автоматична метеостанція, яка збирає дані про клімат, що допомагає в моделюванні глобальних кліматичних змін. Проводяться також геологічні, гідрологічні та медичні дослідження впливу екстремальних висот на організм людини.

## У масовій культурі
Образ К2 як неприступної та небезпечної вершини знайшов відображення в кінематографі:
- К2: Гранична висота (1991)
- Вертикальна межа (2000)